# Дајан Кенон
Семил Дајан Фрисен (енгл. Samille Diane Friesen; рођена 4. јануара 1937. Такома, Вашингтон), познатија као Дајан Кенон (енгл. Dyan Cannon), америчка је позоришна, филмска и ТВ глумица, редитељка, сценаристкиња, продуценткиња и монтажерка.
Једно од првих и подједнако успешних појављивања на великом платну Кенонове, била је улога Алис у комедији-драми о сексуалној револуцији „Боб и Керол, Тед и Алис” 1969. године. Ова улога јој је донела номинацију за Оскара и две номинације за Златни глобус. Две године касније, Кенон је поново номинована за Златни глобус за улогу у филму Такви добри пријатељи, а 1979. постала је његова власница, као и номинована за Оскара за улогу у филму Ворена Битија Небо може да чека. Поред глуме, Дајан Кенон се показала и као успешан редитељ, снимивши кратки филм Број један 1976. године, који је номинован за Оскара у номинацији за најбољи играни кратки филм.
Накнадни рад глумица на филму и телевизији је наставила, а њене даље улоге су у филмовима Освета Пинк Пантера (1978), Смртоносна замка (1982), Голф клуб 2 (1988), Краставац (1993), На пучини (1997), Ова дивља мачка (1997) и Гласник (1998). Од касних 1990-их, Дајан Кенон је глумила искључиво на телевизији, појављујући се у телевизијским серијама Али Мекбил и Три сестре.
Допринос Дајан Кенон америчкој филмској индустрији награђен је звездом на Холивудској стази славних.